# Portada/efemèride març 1
Ramon Pichot dibuixat per Ramon Casas.
« 28 de febrer · 1 de març · 2 de març »